# Linda Fruhvirtová
Linda Fruhvirtová (ur. 1 maja 2005 w Pradze) – czeska tenisistka.
Jej młodsza siostra Brenda Fruhvirtová również jest tenisistką.

## Kariera tenisowa

### Kariera juniorska
Od 2017 szkoliła się w Akademii Patricka Mouratoglou w południowej Francji; trenowała również w Chris Evert Tennis Academy w styczniu 2021.
Jako juniorka osiągnęła półfinały Australian Open 2020 w grze podwójnej dziewcząt (razem z Kamillą Bartone), a także Wimbledonu 2021 zarówno w singlu, jak i deblu dziewcząt (w parze z Poliną Kudiermietową).
13 grudnia 2021 osiągnęła najwyższy w karierze pozycję wiceliderki rankingu ITF wśród juniorek.

### Kariera zawodowa
W rozgrywkach cyklu WTA Tour zadebiutowała w sierpniu 2020 w wieku 15 lat w Pradze po otrzymaniu dzikiej karty; przegrała w pierwszej rundzie z rodaczką Kristýną Plíškovą.
W latach 2021–2022 wygrała trzy turnieje singlowe i dwa deblowe rangi ITF.
W 2022 roku w Miami jako 279. zawodniczka w rankingu zakwalifikowała się do turnieju głównego z dziką kartą. W pierwszej rundzie po raz pierwszy wygrała z zawodniczką z pierwszej setki rankingu, Danką Kovinić (66. miejsce). W drugiej rundzie pokonała 24. w rankingu Elise Mertens, w trzeciej zaś po raz pierwszy zwyciężyła zawodniczkę numer 20. na świecie, trzykrotną mistrzynię turnieju Wiktoryję Azarankę, która skreczowała przy wyniku 6:2, 3:0. W kolejnej rundzie przegrała z nr 6. na świecie Paulą Badosą. Fruhvirtová znalazła się w czwartej rundzie turnieju jako pierwsza tenisistka mająca mniej niż 17 lat od czasu Marii Szarapowej i Tatiany Golovin (w 2004). Zdobyte punkty pozwoliły jej po raz pierwszy na awans do pierwszej 200 w rankingu (188. miejsce).
Po raz pierwszy wystąpiła w kwalifikacjach wielkoszlemowych podczas French Open 2022, w których po zwycięstwie nad Katarzyną Kawą odpadła po przegranej z Viktórią Kužmovą. Podczas US Open 2022 awansowała do głównej drabinki po zwycięstwie w trzech rundach kwalifikacyjnych. W pierwszej rundzie wyeliminowała Wang Xinyu, a w drugiej przegrała z numerem 10. na świecie Garbiñe Muguruzą.
Zadebiutowała w czeskiej drużynie narodowej podczas Pucharu Billie Jean King w 2022 roku w eliminacyjnej konfrontacji z Wielką Brytanią, w której przegrała mecz singlowy z Harriet Dart.
Po swoim pierwszym w karierze zwycięstwie w turnieju WTA Tour, które miało miejsce w 2022 roku w Ćennaju, gdzie w finale pokonała Magdę Linette, awansowała do pierwszej setki rankingu WTA. 26 czerwca 2023 zajmowała 49. pozycję miejsce w rankingu singlowym. 9 października 2023 osiągnęła najwyższą lokatę w deblu – 187. miejsce.

## Historia występów wielkoszlemowych
Legenda
     W, wygrany turniej
     F, przegrana w finale
     SF, przegrana w półfinale
     QF, przegrana w ćwierćfinale
     xR, przegrana w x rundzie
     Qx, przegrana w x rundzie kwalifikacji
     A, brak startu
     NH, turniej nie odbył się

### Występy w grze pojedynczej
| Australian Open        | A   | A   | A  | 4R | 1R  | Q1 | 0 / 2 | 3 – 2 |  |  |  |  |  |  |  |  |  |  |  |  |  |  |  |  |  |  |
| French Open            | A   | A   | Q2 | 1R | Q2  | Q1 | 0 / 1 | 0 – 1 |  |  |  |  |  |  |  |  |  |  |  |  |  |  |  |  |  |  |
| Wimbledon              | NH  | A   | Q1 | 1R | Q2  | 1R | 0 / 2 | 0 – 2 |  |  |  |  |  |  |  |  |  |  |  |  |  |  |  |  |  |  |
| US Open                | A   | A   | 2R | 1R | Q1  |    | 0 / 2 | 1 – 2 |  |  |  |  |  |  |  |  |  |  |  |  |  |  |  |  |  |  |
|                        |     |     |    |    |     |    |       |       |  |  |  |  |  |  |  |  |  |  |  |  |  |  |  |  |  |  |
| Ranking na koniec roku | 793 | 296 | 78 | 89 | 201 |    | 0 / 7 | 4 – 7 |  |  |  |  |  |  |  |  |  |  |  |  |  |  |  |  |  |  |

### Występy w grze podwójnej
| Australian Open        | A   | A   | A   | 2R  | 1R   | A | 0 / 2 | 1 – 2 |  |  |  |  |  |  |  |  |  |  |  |  |  |  |  |  |  |  |  |
| French Open            | A   | A   | A   | A   | A    | A | 0 / 0 | 0 – 0 |  |  |  |  |  |  |  |  |  |  |  |  |  |  |  |  |  |  |  |
| Wimbledon              | NH  | A   | A   | 1R  | A    | A | 0 / 1 | 0 – 1 |  |  |  |  |  |  |  |  |  |  |  |  |  |  |  |  |  |  |  |
| US Open                | A   | A   | A   | 1R  | A    |   | 0 / 1 | 0 – 1 |  |  |  |  |  |  |  |  |  |  |  |  |  |  |  |  |  |  |  |
|                        |     |     |     |     |      |   |       |       |  |  |  |  |  |  |  |  |  |  |  |  |  |  |  |  |  |  |  |
| Ranking na koniec roku | 997 | 693 | 341 | 236 | 1446 |   | 0 / 4 | 1 – 4 |  |  |  |  |  |  |  |  |  |  |  |  |  |  |  |  |  |  |  |

### Występy w grze mieszanej
Linda Fruhvirtová nigdy nie startowała w rozgrywkach gry mieszanej podczas turniejów wielkoszlemowych.

## Finały turniejów WTA
| Legenda                   | Legenda |
| ------------------------- | ------- |
| Wielki Szlem              |         |
| Igrzyska olimpijskie      |         |
| WTA Tour Championships    |         |
| od 2021                   |         |
| WTA 1000 (obowiązkowe)    |         |
| WTA 1000 (nieobowiązkowe) |         |
| WTA 500                   |         |
| WTA 250                   |         |
| WTA 125                   |         |

### Gra pojedyncza 1 (1–0)
| Końcowy wynik | Nr | Data             | Turniej | Nawierzchnia | Przeciwniczka | Wynik finału  |
| ------------- | -- | ---------------- | ------- | ------------ | ------------- | ------------- |
| Zwyciężczyni  | 1. | 18 września 2022 | Ćennaj  | Twarda       | Magda Linette | 4:6, 6:3, 6:4 |

## Finały turniejów WTA 125

### Gra pojedyncza 2 (0–2)
| Końcowy wynik | Nr | Data           | Turniej         | Nawierzchnia | Przeciwniczka      | Wynik finału |
| ------------- | -- | -------------- | --------------- | ------------ | ------------------ | ------------ |
| Finalistka    | 1. | 30 marca 2025  | Puerto Vallarta | Twarda       | Jaqueline Cristian | 5:7, 4:6     |
| Finalistka    | 2. | 8 czerwca 2025 | Birmingham      | Trawiasta    | Greet Minnen       | 2:6, 1:6     |

## Finały turniejów ITF
| turnieje z pulą nagród 100 000 $ (W100) |
| turnieje z pulą nagród 80 000 $ (W80)   |
| turnieje z pulą nagród 60 000 $ (W75)   |
| turnieje z pulą nagród 40 000 $ (W50)   |
| turnieje z pulą nagród 25 000 $ (W35)   |
| turnieje z pulą nagród 15 000 $ (W15)   |

### Gra pojedyncza 5 (3–2)
| Rezultat     |    | Data       | Turniej  | ($)    | Naw.          | Przeciwniczka    | Wynik         |
| Finalistka   | 1. | 06/12/2020 | Monastyr | 15 000 | Twarda        | Julija Hatouka   | 1:6, 7:5, 3:6 |
| Finalistka   | 2. | 17/01/2021 | Hamburg  | 25 000 | Twarda (hala) | Zheng Qinwen     | 6:2, 6:3      |
| Zwyciężczyni | 1. | 07/02/2021 | Monastyr | 15 000 | Twarda        | Manon Arcangioli | 7:6(5), 7:5   |
| Zwyciężczyni | 2. | 14/02/2021 | Monastyr | 15 000 | Twarda        | Inès Ibbou       | 6:2, 6:2      |
| Zwyciężczyni | 3. | 20/02/2022 | Cancún   | 25 000 | Twarda        | Rebecca Marino   | 6:3, 6:4      |

### Gra podwójna 3 (2–1)
| Rezultat     |    | Data       | Turniej  | ($)    | Naw.          | Partnerka          | Przeciwniczki                         | Wynik    |
| Finalistka   | 4. | 18/12/2020 | Sëlva    | 25 000 | Twarda (hala) | Maja Chwalińska    | Matilde Paoletti Lisa Pigato          | 5:7, 1:6 |
| Zwyciężczyni | 1. | 06/02/2021 | Monastyr | 15 000 | Twarda        | Marija Timofiejewa | Nina Radovanović Sopiko Tsitskishvili | 6:1, 6:2 |
| Zwyciężczyni | 2. | 13/02/2021 | Monastyr | 15 000 | Twarda        | Weronika Falkowska | Yasmine Mansouri Elena Milovanović    | 6:3, 6:1 |